# Kastoria
Kastoria (in greco Καστοριά?) è un comune della Grecia situato nella periferia della Macedonia Occidentale (unità periferica di Kastoria) con 37 094 abitanti secondo i dati del censimento 2001.
A seguito della riforma amministrativa detta Programma Callicrate in vigore dal gennaio 2011 che ha abolito le prefetture e accorpato numerosi comuni, la superficie del comune è ora di 763 km² e la popolazione è passata da 16 218 a 37 094 abitanti.
Sorge su un promontorio in riva al Lago Orestiada.

## Caratteristiche
È un centro rinomato per la produzione di pellicce, e può vantare, oltre a discrete attività agricole, un grande patrimonio artistico, rappresentato da ben 54 splendide chiese bizantine e medievali.
Kastoria ha una storia lunga e gloriosa, ma oggi soffre un calo demografico dovuto alla sua posizione geografica interna, a 600 m di altitudine.
In passato, la multiculturale città di Kastoria ospitava numerose comunità etniche, tra cui gli slavi macedoni, gli albanesi ortodossi e musulmani, i turchi, gli ebrei, e i greci. Quest'ultima comunità, già presente in maniera consistente soprattutto dal punto di vista numerico e linguistico, aveva la meglio negli affari quotidiani della città, mentre nelle abitazioni private era maggiormente diffusa la lingua albanese e, in parte minore, il macedone. Col tempo, per via del  carattere e aspetto comunque tipicamente greco della città, significativa parte della popolazione non greca si ellenizzò, a differenza dei villaggi attorno a Kastoria, quasi tutti, ancora ai tempi odierni, di lingua slava o albanese.
Durante lo scambio di popolazioni tra Grecia e Turchia gli albanesi di religione islamica furono inseriti nello scambio per volontà della Turchia, in opposizione al governo greco che aveva avviato per loro lo stesso processo di ellenizzazione degli albanesi cristiani. In Turchia vennero sistemati in una zona arida e completamente diversa dalla loro terra di origine, e questo causò molte malattie e morti. Vista la difficile condizione a cui dovevano resistere, ed alla successiva assimilazione forzata da parte del governo turco, vennero accolti dall’Albania come rifugiati politici. Oggi una gran parte degli albanesi di Kastoria vive nella città di Lushnjë, nel quartiere “Sabri Kosturi”, che prende il nome dalla loro città di origine. 
Poche, invece, furono le famiglie albanesi ortodosse a rifiutare l’ellenizzazione e rifugiarsi in Albania. Oggi si identificano come greci, nonostante continuino ad usare l’albanese come prima lingua a livello familiare.
In città vi era anche una piccola ma significativa comunità ebraica.
Kastoria ha un passato di città multietnica, dove le varie realtà sociali erano autoctone e convivevano pacificamente.
Una tecnica costruttiva denominata "a Castone" o cloisonné con cui sono realizzati gli edifici religiosi rende la città di Kastoria particolarmente interessante, come molte altre città dell'Epiro. Una tecnica adottata durante il periodo dei Cmneni  tra X e XII secolo costituita da un paramento murario ottenuto mediante l'utilizzo di pietra calcarea ed elementi in cotto di riuso da edifici più antichi.

## Popolazione
| Anno | Popolazione | Popolazione della municipalità |
| ---- | ----------- | ------------------------------ |
| 1981 | 20 660      | -                              |
| 1991 | 14 775      | -                              |
| 2001 | 14 813      | 16 218                         |

## Amministrazione

### Gemellaggi
- Enna